# Jagdgeschwader I
Jagdgeschwader I (översatt: Jakteskader 1), kort JG I, även känd som Richthofeneskadern och "den flygande cirkusen" (för deras färgglatt målade flygplan), var en eskader (tyska: geschwader) i Tyska kejsarrikets flygtrupper under första världskriget. Förbandet var den första eskadern som sattes upp av det tyska flygtrupperna de och kombinerade fyra stycken jaktskvadroner (tyska: jagdstaffel, kort: jasta): Jasta 4, Jasta 6, Jasta 10 och Jasta 11 under befälet av Manfred von Richthofen, mer känd som Röde baronen.
Efter Richthofens död (april 1918) blev Wilhelm Reinhard eskaderns chef och Hermann Göring var vicechef. Wilhelm Reinhard dog den 3 juli 1918 och då tog Hermann Göring över som chef.

## Befälhavare
Chefer för JG I:
- Rittm Manfred von Richthofen 26 juli 1917 - 21 april 1918
- Hptm Wilhelm Reinhard 22 april 1918 - 3 juli 1918
- Obltn Hermann Göring 8 juli 1918 - 11 november 1918